# Яминський (Солонцовське сільське поселення)
Яминський (рос. Яминский) — хутір у Алексєєвському районі Волгоградської області Російської Федерації.
Населення становить 55 осіб. Входить до складу муніципального утворення Солонцовське сільське поселення.

## Історія
Хутір розташований у межах українського історичного та культурного регіону Жовтий Клин.
Згідно із законом від 31 грудня 2004 року № 988-ОД органом місцевого самоврядування є Солонцовське сільське поселення.

## Населення
| 2010 |
| ---- |
| 55   |